# Persone di nome Ray
| Questa pagina contiene informazioni ricavate automaticamente dalle voci biografiche con l'ausilio del template Bio e di un bot. L'aggiornamento è periodico e automatico e ricostruisce completamente la pagina. Se manca una persona in questa lista, sei pregato di non aggiungerla, ma accertati piuttosto che la sua voce biografica contenga il template Bio e che i dati anagrafici siano correttamente compilati. Se il template Bio manca, inseriscilo tu stesso o, in alternativa, metti l'avviso {{tmp\|Bio}} che ne segnala la mancanza. Se i dati riportati sono sbagliati, correggi direttamente la voce biografica; le modifiche saranno visibili in questa lista entro pochi giorni. Per chiarimenti vedi il progetto antroponimi. La lista contiene solo le 120 persone che sono citate nell'enciclopedia e per le quali è stato implementato correttamente il template Bio. Pagina aggiornata al 6 mag 2025. |

Questa è una lista di persone presenti nell'enciclopedia che hanno il nome Ray, suddivise per attività principale.

## Allenatori di calcio(6)
- Ray Farrugia, allenatore di calcio e ex calciatore maltese (Floriana, n. 1955)
- Ray Freeman, allenatore di calcio e calciatore inglese (Sawston, n. 1944 - † 2019)
- Ray Graydon, allenatore di calcio e ex calciatore inglese (Bristol, n. 1947)
- Ray Klivecka, allenatore di calcio lituano
- Ray Middleton, allenatore di calcio e calciatore inglese (Boldon Colliery, n. 1919 - † 1977)
- Ray Treacy, allenatore di calcio e calciatore irlandese (Derry, n. 1946 - Dublino, † 2015)

## Allenatori di pallacanestro(1)
- Ray Lopes, allenatore di pallacanestro statunitense (New Haven, n. 1962)

## Allenatori di pugilato(1)
- Ray Arcel, allenatore di pugilato statunitense (Terre Haute, n. 1899 - New York, † 1994)

## Animatori(1)
- Ray Patterson, animatore e regista statunitense (Hollywood, n. 1911 - Encino, † 2001)

## Antropologi(1)
- Ray Birdwhistell, antropologo statunitense (Cincinnati, n. 1918 - † 1994)

## Artisti(2)
- Ray Caesar, artista inglese (n. 1958)
- Ray Johnson, artista statunitense (Detroit, n. 1927 - Sag Harbor, † 1995)

## Artisti marziali misti(1)
- Ray Borg, artista marziale misto statunitense (Albuquerque, n. 1993)

## Attori(17)
- Ray Abruzzo, attore statunitense (New York, n. 1954)
- Ray Collins, attore statunitense (Sacramento, n. 1889 - Santa Monica, † 1965)
- Ray Corrigan, attore statunitense (Milwaukee, n. 1902 - Brookings, † 1976)
- Ray Danton, attore e regista statunitense (New York, n. 1931 - Los Angeles, † 1992)
- Ray Fisher, attore statunitense (Baltimora, n. 1987)
- Ray Gallagher, attore statunitense (San Francisco, n. 1885 - Camarillo, † 1953)
- Ray William Johnson, attore, comico e youtuber statunitense (Oklahoma City, n. 1981)
- Ray Kellogg, attore statunitense (Great Bend, n. 1919 - Olympia, † 1981)
- Ray McAnally, attore irlandese (Buncrana, n. 1926 - Contea di Wicklow, † 1989)
- Ray Montgomery, attore statunitense (Los Angeles, n. 1922 - Santa Barbara, † 1998)
- Ray Myers, attore e regista statunitense (Hot Springs, n. 1889 - Los Angeles, † 1956)
- Ray Nicholson, attore statunitense (Los Angeles, n. 1992)
- Ray Park, attore, stuntman e artista marziale britannico (Glasgow, n. 1974)
- Ray Santiago, attore statunitense (The Bronx, n. 1984)
- Ray Sharkey, attore statunitense (Brooklyn, n. 1952 - New York, † 1993)
- Ray Teal, attore statunitense (Grand Rapids, n. 1902 - Santa Monica, † 1976)
- Ray Walston, attore statunitense (New Orleans, n. 1914 - Beverly Hills, † 2001)

## Batteristi(1)
- Ray Luzier, batterista statunitense (Pittsburgh, n. 1970)

## Calciatori(17)
- Ray Blackhall, ex calciatore inglese (Ashington, n. 1957)
- Ray Bloomfield, ex calciatore inglese (Londra, n. 1944)
- Ray Brady, calciatore irlandese (Dublino, n. 1937 - † 2016)
- Ray Charnley, calciatore inglese (Lancaster, n. 1935 - † 2009)
- Ray Clarke, ex calciatore inglese (Hackney, n. 1952)
- Ray Crawford, ex calciatore inglese (Portsmouth, n. 1936)
- Ray Gill, calciatore inglese (Manchester, n. 1924 - Rochdale, † 2001)
- Ray Hogg, calciatore inglese (Lowick, n. 1929 - † 2013)
- Ray Hudson, ex calciatore, allenatore di calcio e giornalista inglese (Hexham, n. 1955)
- Ray Jónsson, ex calciatore filippino (Cebu, n. 1979)
- Kendry Páez, calciatore ecuadoriano (Guayaquil, n. 2007)
- Ray Sandoval, calciatore peruviano (Lima, n. 1995)
- Ray Sciberras, ex calciatore maltese (n. 1966)
- Ray Telford, ex calciatore inglese (Newcastle upon Tyne, n. 1946)
- Ray Train, ex calciatore inglese (Bedworth, n. 1951)
- Ray Vanegas, calciatore colombiano (Sincelejo, n. 1993)
- Ray Vella, ex calciatore maltese (n. 1959)

## Cantanti(9)
- Ray Alder, cantante statunitense (San Antonio, n. 1967)
- Ray Benson, cantante e chitarrista statunitense (Filadelfia, n. 1951)
- Ray Gillen, cantante statunitense (New York, n. 1959 - New York, † 1993)
- Ray Martino, cantante e attore italiano (Lecce, n. 1928 - Cinisello Balsamo, † 2019)
- Ray Peterson, cantante statunitense (Denton, n. 1939 - Smyrna, † 2005)
- Ray Simpson, cantante e attore statunitense (New York, n. 1954)
- Ray Vasquez, cantante, musicista e trombonista statunitense (Los Angeles, n. 1924 - † 2019)
- Ray White, cantante e chitarrista statunitense
- Ray Wilson, cantante britannico (Edimburgo, n. 1968)

## Cantautori(3)
- Ray Charles, cantautore e pianista statunitense (Albany, n. 1930 - Beverly Hills, † 2004)
- Ray Dalton, cantautore statunitense (Washington, n. 1990)
- Ray Evans, cantautore statunitense (Salamanca, n. 1915 - Los Angeles, † 2007)

## Cestisti(3)
- Ray McCallum, cestista statunitense (Detroit, n. 1991)
- Lynn Shackelford, ex cestista statunitense (Burbank, n. 1947)
- Ray Smith, ex cestista statunitense (Greer, n. 1962)

## Chitarristi(2)
- Ray Parker Jr., chitarrista, cantante e compositore statunitense (Detroit, n. 1954)
- Ray Tabano, chitarrista statunitense (Bronx, n. 1946)

## Compositori(4)
- Ray Colcord, compositore statunitense (Manhattan, n. 1949 - Studio City, † 2016)
- Ray Conniff, compositore, direttore d'orchestra e trombonista statunitense (Attleboro, n. 1916 - Escondido, † 2002)
- Ray Heindorf, compositore statunitense (Haverstraw, n. 1908 - Tarzana, † 1980)
- Ray Obiedo, compositore e chitarrista statunitense (Richmond)

## Contrabbassisti(1)
- Ray Brown, contrabbassista statunitense (Pittsburgh, n. 1926 - Indianapolis, † 2002)

## Critici cinematografici(1)
- Ray Edmondson, critico cinematografico australiano

## Direttori della fotografia(2)
- Ray June, direttore della fotografia statunitense (Ithaca, n. 1895 - Los Angeles, † 1958)
- Ray Rennahan, direttore della fotografia statunitense (Las Vegas, n. 1896 - Tarzana, † 1980)

## Doppiatori(1)
- Ray Chase, doppiatore statunitense (Freehold, n. 1987)

## Filosofi(1)
- Ray Monk, filosofo e scrittore britannico (n. 1957)

## Giocatori di curling(1)
- Ray Werner, giocatore di curling canadese (n. 1935 - Fort Saskatchewan, † 1998)

## Giocatori di football americano(4)
- Ray Lewis, ex giocatore di football americano statunitense (Bartow, n. 1975)
- Ray May, ex giocatore di football americano statunitense (Los Angeles, n. 1945)
- Ray Snell, giocatore di football americano statunitense (Baltimora, n. 1958 - Tampa, † 2021)
- Ray Willis, ex giocatore di football americano statunitense (Angleton, n. 1982)

## Giornalisti(2)
- Ray Stannard Baker, giornalista, storico e biografo statunitense (Lansing, n. 1870 - Amherst, † 1946)
- Ray Gosling, giornalista e attivista inglese (Chester, n. 1939 - Nottingham, † 2013)

## Hockeisti su ghiaccio(2)
- Ray Emery, hockeista su ghiaccio canadese (Hamilton, n. 1982 - Hamilton, † 2018)
- Ray Podloski, hockeista su ghiaccio canadese (Edmonton, n. 1966 - Edmonton, † 2018)

## Inventori(1)
- Ray Dolby, inventore, ingegnere e fisico statunitense (Portland, n. 1933 - San Francisco, † 2013)

## Kickboxer(1)
- Ray Sefo, kickboxer, pugile e artista marziale misto neozelandese (Auckland, n. 1971)

## Linguisti(1)
- Ray Jackendoff, linguista statunitense (n. 1945)

## Militari(1)
- Ray Semko, militare e allenatore di football americano statunitense

## Musicisti(3)
- Ray Collins, musicista statunitense (Pomona, n. 1936 - Claremont, † 2012)
- Ray Royer, musicista, chitarrista e compositore britannico (Essex, n. 1945)
- Ray Santilli, musicista e produttore cinematografico britannico (Londra, n. 1958)

## Parolieri(1)
- Ray Gilbert, paroliere statunitense (n. 1912 - † 1976)

## Percussionisti(2)
- Ray Barretto, percussionista statunitense (New York, n. 1929 - Hackensack, † 2006)
- Ray Cooper, percussionista e polistrumentista britannico (Watford, n. 1947)

## Piloti automobilistici(1)
- Ray Harroun, pilota automobilistico statunitense (Spartansburg, n. 1879 - Anderson, † 1968)

## Politici(1)
- Ray W. Jones, politico statunitense (Remsen, n. 1855 - Seattle, † 1919)

## Produttori cinematografici(1)
- Ray Harryhausen, produttore cinematografico, effettista e animatore statunitense (Los Angeles, n. 1920 - Londra, † 2013)

## Pugili(5)
- Ray Close, ex pugile britannico (Belfast, n. 1969)
- Ray Famechon, pugile francese (Maubeuge, n. 1924 - Chelles, † 1978)
- Ray Mancini, ex pugile statunitense (Youngstown, n. 1961)
- Ray Seales, ex pugile statunitense (Saint Croix, n. 1952)
- Sugar Ray Leonard, ex pugile statunitense (Rocky Mount, n. 1956)

## Registi(5)
- Ray Enright, regista, sceneggiatore e montatore statunitense (Anderson, n. 1896 - Los Angeles, † 1965)
- Ray Kay, regista e fotografo norvegese (Haugesund, n. 1978)
- Ray McCarey, regista e sceneggiatore statunitense (Los Angeles, n. 1904 - Los Angeles, † 1948)
- Ray C. Smallwood, regista, effettista e direttore della fotografia statunitense (New York, n. 1887 - Hollywood, † 1964)
- Ray Taylor, regista statunitense (Perham, n. 1888 - Hollywood, † 1952)

## Scacchisti(1)
- Ray Robson, scacchista statunitense (Guam, n. 1994)

## Scenografi(1)
- Ray Moyer, scenografo statunitense (Santa Barbara, n. 1898 - Los Angeles, † 1986)

## Scrittori(1)
- Ray Bradbury, scrittore e sceneggiatore statunitense (Waukegan, n. 1920 - Los Angeles, † 2012)

## Scrittori di fantascienza(1)
- Ray Nelson, autore di fantascienza statunitense (Schenectady, n. 1931 - † 2022)

## Sessuologi(1)
- Ray Blanchard, sessuologo statunitense (Hammonton, n. 1945)

## Tennisti(1)
- Ray Keldie, ex tennista australiano (Sydney, n. 1946)

## Trombettisti(2)
- Ray Anthony, trombettista, paroliere e attore statunitense (Bentleyville, n. 1922)
- Ray Nance, trombettista, violinista e cantante statunitense (Chicago, n. 1912 - New York, † 1976)

## Violinisti(1)
- Ray Chen, violinista australiano (Taipei, n. 1989)

## Wrestler(3)
- Ray Candy, wrestler statunitense (Decatur, n. 1951 - Decatur, † 1994)
- Adam Rose, ex wrestler sudafricano (Johannesburg, n. 1979)
- Big Boss Man, wrestler statunitense (Marietta, n. 1963 - Dallas, † 2004)

## Senza attività specificata(1)
- Ray Kellogg, effettista e regista cinematografico statunitense (Council Bluffs, n. 1905 - Ontario, † 1976)